# Ippolita Maria Sforza
 (août 2024).
Ippolita Maria Sforza, née à Jesi le 18 avril 1445 et morte le 19 août 1488 à Naples, duchesse de Calabre, est une aristocrate italienne. Elle appartient à la famille Sforza qui gouverne le duché de Milan, et est la première épouse du roi Alphonse II de Naples.

## Biographie

### Jeunesse
Ippolita Maria Sforza est la fille aînée de Francesco Sforza, duc de Milan, et de Blanche Marie Visconti . Elle a six frères, dont les ducs de Milan Galéas Marie Sforza et Ludovic Sforza, et le cardinal Ascanio Sforza, et une sœur cadette, Elisabetta Maria, marquise de Montferrat. Sa grand-mère, Agnès du Maine, joue un rôle important dans l'enfance d'Ippolita Maria et de ses frères et sœurs et aide à superviser leur éducation. La fratrie est élevée avec leur demi-sœur illégitime Drusiana, ainsi qu'avec leurs cousines Ginevra et Battista Sforza.
Dès son enfance, elle montre une grande précocité intellectuelle et un amour pour les lettres. Le savant et grammairien grec Constantin Lascaris lui enseigne le grec et la philosophie et lui dédie un ouvrage de grammaire . À quatorze ans, elle prononce un discours en latin, qui devient célèbre après sa circulation en manuscrit , devant le pape Pie II au concile de Mantoue. Ippolita Maria écrit de nombreuses lettres ;  elle est également l'auteure de poésies et d'un éloge de son père .
Elle montre également une certaine passion pour la chasse, encouragée par sa mère . Son père lui offre ainsi des lévriers pour qu'ils chassent ensemble lors de la visite de leurs domaines ruraux.
Francesco Sforza demande parfois à la jeune fille de servir d'intermédiaire entre lui et sa mère, afin qu'elle puisse l'aider à retrouver les grâces de Blanche Marie, lorsqu'ils se disputent pour une raison quelconque .

### Mariage
Le 10 octobre 1465, à Milan, Ippolita Maria épouse par procuration Alphonse, duc de Calabre, le fils aîné du roi Ferdinand Ier de Naples et d'Isabelle de Tarente. Le roi a envoyé son deuxième fils, Frédéric, avec six cents chevaux à Milan pour épouser Ippolita Maria par procuration et l'accompagner dans sa nouvelle demeure. La mariée a déjà quitté Milan avec son cortège, lorsque la mort subite de Jacopo Piccinino, gendre de Francesco Sforza, provoque le risque d'annulation du mariage. Le roi Ferdinand l'a en effet attiré à Naples avec de fausses promesses et l'a ensuite emprisonné pour se venger, car le condottiere s'est battu contre lui lors de la première révolte des barons. Jacopo Piccinino meurt peu de temps après son arrestation, selon Ferdinand après être tombé d'une fenêtre à la suite d'une tentative d'évasion ratée, mais selon la plupart, il a été étranglé en prison sur ordre du souverain. Francesco Sforza est tellement furieux qu'il bloque le cortège de sa fille, menaçant d'annuler le mariage. La situation est finalement résolue et Ippolita Maria, après avoir séjourné deux mois à Sienne et ensuite être passée par Rome, arrive à Naples le 14 septembre 1466, où elle est reçue avec une grande magnificence par son mari et son beau-père, qui organisent de nombreuses soirées et spectacles pour célébrer le mariage.
Si les relations entre les époux sont au début plutôt bonnes, elles se détériorent au fil du temps du fait des infidélités d'Alphonse, notamment avec Trogia Gazzella, avec qui il a deux enfants, ce qui provoque la jalousie d'Ippolita Maria  . Même l'annonce de la première grossesse de la duchesse n'améliore pas la situation. Néanmoins, elle reste fidèle à son époux, et "se distingue par sa grande fidélité à son redoutable mari et par sa modestie inouïe". Le roi Ferdinand, en revanche, se montra très satisfait de la beauté, de la piété, de l'intelligence et des manières de sa belle-fille, à tel point que les ambassadeurs milanais écrivent que "Sa Majesté n'a pas d'autre plaisir, ni aucun autre paradis, que lorsqu'il la voit danser et chanter". Des lettres de la duchesse à sa mère rapportent un certain malaise vis-à-vis des démonstrations excessives d'affection de son beau-père . Elle noue également d'excellentes relations avec son beau-frère Frédéric, comme elle amoureux des lettres et à l'âme très sensible, qui lui rend très souvent visite au Castel Capuano ou à la villa della Duchesca.
Tout au long de sa vie, Ippolita Maria se retrouve à jouer les intermédiaires entre Milan et Naples et entre Naples et Florence, alors que les relations entre les différentes puissances sont tendues et que Ferdinand est en partie responsable de la célèbre conjuration des Pazzi. En effet, en 1480, lorsque Laurent de Médicis envisage, non sans crainte, de se rendre à Naples pour tenter de négocier la paix, il ne quitte pas Florence avant d'être rassuré par la duchesse que Ferdinand ne l'emprisonnerait pas et ne le tuerait pas comme il a l'habitude de le faire avec ses invités. Déjà en 1468, Ippolita Maria revient à la cour de Milan pour tenter d'apaiser les relations entre son frère Galéas Marie, devenu duc après la mort de leur père, avec leur mère mais aussi avec son beau-père. Cependant, la visite s'avère très courte, car Ippolita Maria, au fait de sa beauté, est obligée de retourner rapidement à Naples pour échapper, semble-t-il, aux flatteries de son frère, qui se montre très ambigu à son égard .
Ippolita Maria est une mère très aimante, comme en témoigne la lettre qu'elle écrit à sa mère pour lui annoncer la naissance de son premier-né, Ferdinand, dans laquelle elle espère que son fils, en grandissant, lui montrera la même affection qu'elle montre encore à sa mère. En plus de ses trois enfants, la duchesse élève également ses deux neveux, Béatrice et Ferrante d'Este, les enfants de sa belle-sœur Éléonore de Naples.
Ippolita Maria Sforza meurt au Castel Capuano le 19 août 1488, six ans avant l'accession de son mari au trône de Naples. Celui-ci se remarie avec sa maîtresse de longue date, Trogia Gazzela.

## Descendance
Alphonse et Ippolita Maria ont trois enfants :
- Ferdinand II (1467-1496), roi de Naples,
- Isabelle (1470-1524), mariée en 1489 à son cousin Jean Galéas Sforza (1469-1494), duc de Milan,
- Piero (1472-1491), prince de Rossano.